# Miglė Lendel
Miglė Lendel, geborene Marozaitė, (* 10. März 1996 in Panevėžys) ist eine litauische Radsportlerin.

## Sportliche Laufbahn
2016 machte Miglė Marozaitė erstmals international von sich reden, als sie zunächst bei den U23-Europameisterschaften im Keirin die Bronzemedaille errang und später gemeinsam mit Simona Krupeckaitė ebenfalls Bronze im Teamsprint gewann. Im Jahr darauf wurde sie zweifache litauische Meisterin, im Keirin sowie im Teamsprint (mit Krupeckaitė). Beim fünften Lauf des Bahnrad-Weltcups 2017/18 in Minsk belegten die beiden Fahrerinnen im Teamsprint Rang zwei. Bei den Europaspielen 2019 in Minsk errang sie mit Simona Krupeckaitė Silber im Teamsprint.

## Privates
Im März 2022 heiratete Miglė Marozaitė ihren Mannschaftskollegen Vasilijus Lendel und nahm dessen Nachnamen an.

## Erfolge
2016
- Europameisterschaft – Teamsprint (mit Simona Krupeckaitė)
- U23-Europameisterschaft – Keirin

2017
- Litauische Meisterin – Keirin, Teamsprint (mit Simona Krupeckaitė)

2018
- U23-Europameisterschaft – Sprint, 500-Meter-Zeitfahren
- Litauische Meisterin – Keirin, Teamsprint (mit Simona Krupeckaitė)

2019
- Europaspiele – Teamsprint (mit Simona Krupeckaitė)
- Litauische Meisterin – Teamsprint (mit Simona Krupeckaitė)

2020
- Litauische Meisterin – Scratch, Teamsprint (mit Simona Krupeckaitė)

2022
- Litauische Meisterin – Sprint, Keirin, Teamsprint (mit Deimantė Šiaudkulytė und Olivija Baleišytė)